# Neuburg
Neuburg è un comune del Meclemburgo-Pomerania Anteriore, in Germania.

Appartiene al circondario del Meclemburgo Nordoccidentale ed è capoluogo dell'Amt Neuburg.

## Geografia antropica

### Suddivisioni amministrative
Il territorio comunale comprende 14 centri abitati (Ortsteil), corrispondenti al centro abitato di Neuburg e a 13 frazioni:
- Neuburg (centro abitato)
- Hagebök
- Ilow
- Kartlow
- Lischow
- Madsow
- Nantrow
- Neuendorf
- Neu Farpen
- Neu Nantrow
- Steinhausen
- Tatow
- Vogelsang
- Zarnekow